# Франсіско Канаро
Франсі́ско Кана́ро (ісп. Francisco “Pirincho” Canaro; 26 листопада 1888, Сан-Хосе-де-Майо, Уругвай — 14 грудня 1964, Буенос-Айрес, Аргентина) — аргентинський і уругвайський музикант, композитор і диригент. Одна з найбільш знакових фігур у музиці аргентинського танго. Прізвисько «Pirincho» Канаро отримав ще в дитинстві за волосся, схоже на чубчик птаха, поширеного в області Лаплатської низовини.

## Життєпис
Франсіско Канаро народився 1888 року в уругвайському місті Сан-Хосе-де-Майо в сім'ї бідних італійських емігрантів. Коли йому було близько 10 років, батьки переїхали до столиці Аргентини, Буенос-Айреса. Від раннього дитинства вимушений заробляти гроші, він встиг попрацювати рознощиком газет, малярем.
Але попри бідність Канаро весь час прагнув до музики. Перші в житті акорди він зміг взяти на гітарі сусідського шевця. Трохи пізніше він зробив свою першу «скрипку» з банки для масла і накладних деревинок. Перші гроші він заробив, граючи з пам'яті танго на танцювальних вечорах у своєму районі. Проте офіційний дебют відбувся в маленькому містечку Ранчос, за 100 км від Буенос-Айреса, хоча з ряду причин виступ виявився не дуже вдалим.
Повернувшись додому, Канаро познайомився з новим сусідом, бандонеонистом Вісенте Греко, який пізніше став творцем терміна «оркестра типіка», що визначав типовий склад танго-оркестру. Після цієї зустрічі, 1908 року Канаро вирішує повністю присвятити себе танго. На той момент Канаро вже був досить відомим у своєму районі.
Пізніше оркестр, в якому грав Канаро, став першим, кого почали приймати в аристократичних колах Аргентини. Саме на цих балах 1914 року він уперше взяв диригентську паличку.
З часом він досяг такого успіху, що в Аргентині навіть з'явилася фраза «багатий як Канаро» та анекдот про те, що якось Карлос Гардель відмовився віддавати Канаро чималий борг з кінних перегонів, мотивуючи це своєю бідністю, порівняно з останнім.
1925 року Канаро їде в Париж, де танго стало модною розвагою. Туди він узяв з собою співаків Агустіна Ірусту і Роберто Фугасота, дует, який він зібрав разом з піаністом Лучіо Демаре. Це тріо протягом понад 10 років мало шалений успіх в Іспанії та інших країнах Європи.
Повернувшись через два роки додому, Канаро виявив, що з'явилося багато нових танго-оркестрів. Тому він вирушає у велике турне країною, домагаючись більшої популярності. Також він досить активно почав освоювати нові можливості радіомовлення.
На початку 1930-х Канаро з успіхом поставив кілька мюзиклів. Він використовував прості сценарії, ввів у виконувані композиції елемент «симфонічності». Кілька старих мелодій він перейменував, додавши до них партію співака.
Єдина невдача спіткала Канаро в кінобізнесі. Жоден з його фільмів не мав успіху, він змушений був продати виробництво.
1956 року Канаро випустив мемуари «Mis 50 años Con El Tango» (Мої 50 років з танго).
Іменем Канаро названо вулицю в Монтевідео.

## Музика і вплив Канаро
Своє перше танго «Pinta brava» Канаро написав 1912 року. За всю свою кар'єру Канаро заявив під своїм ім'ям так багато творів, що досі тривають суперечки, які з них він написав сам, а які купив у менш відомих композиторів.
За різними оцінками, існує від 3500 до 7000 виконаних ним записів.
1924 року Канаро став першим, хто включив до складу танго-оркестру співака для виконання короткого куплета в центральній частині композиції, фактично, відкривши нову еру танго. На той час першим «танго-шансоньє» став Роберто Діас. Трохи пізніше Канаро першим увів до оркестру контрабас. А 1921 року зібрав танго-оркестр із 32 музикантів, що досі вважається рекордом.